# Marienkirche (Suhlendorf)

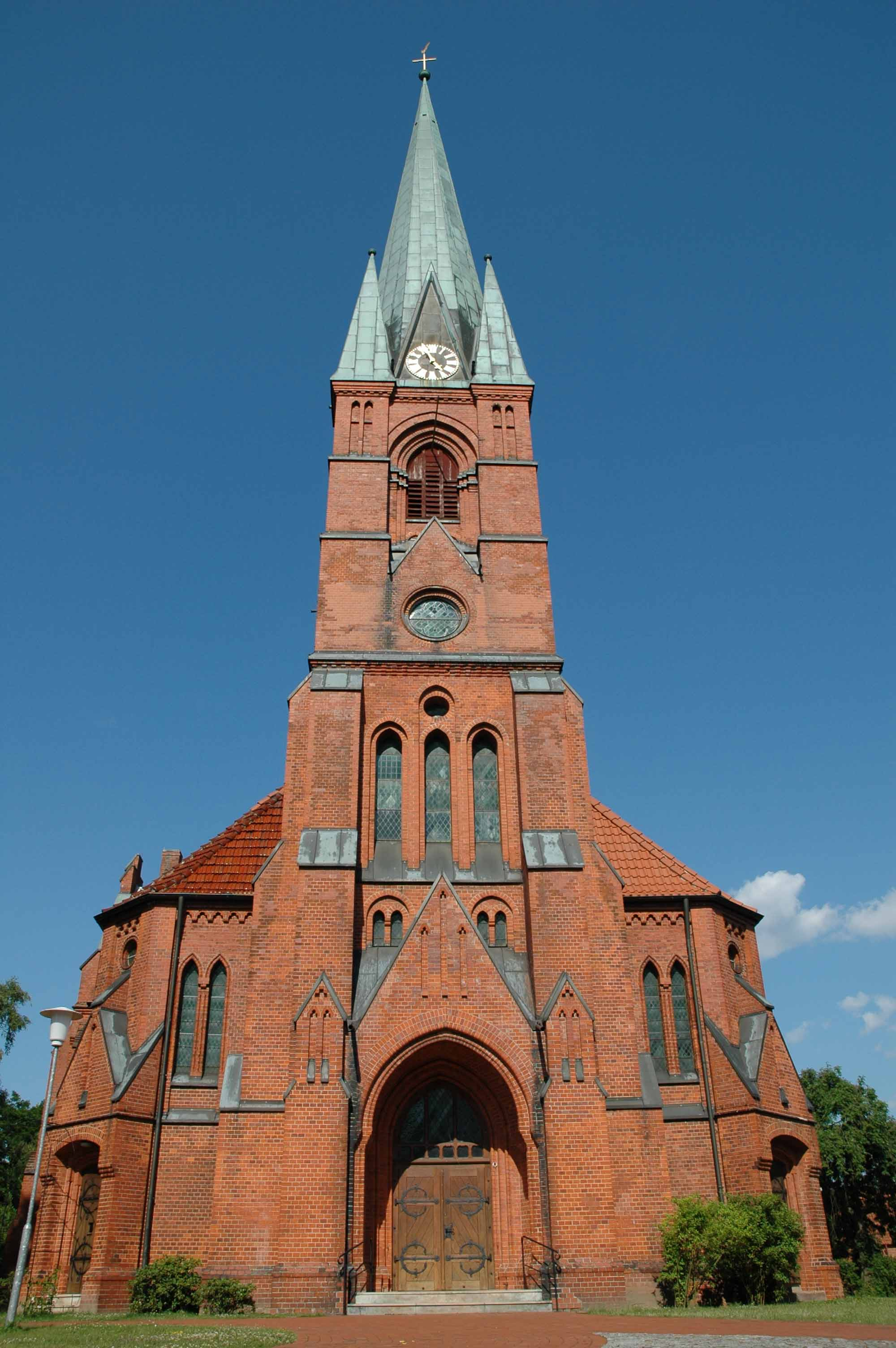
Die Marienkirche in Suhlendorf

Die Marienkirche ist eine 1903 erbaute und 1905 geweihte Kirche in Suhlendorf im Landkreis Uelzen, die zur evangelisch-lutherischen Landeskirche Hannovers gehört.

## Lage
Die Marienkirche steht im Ortsteil Suhlendorf und befindet sich nahe dem Marktplatz. Sie ist dicht von Häusern und Bäumen umgeben. Das Gemeindehaus der Kirche steht auf dem gepflasterten Kirchplatz direkt gegenüber der Kirche.

## Vorgängerbau

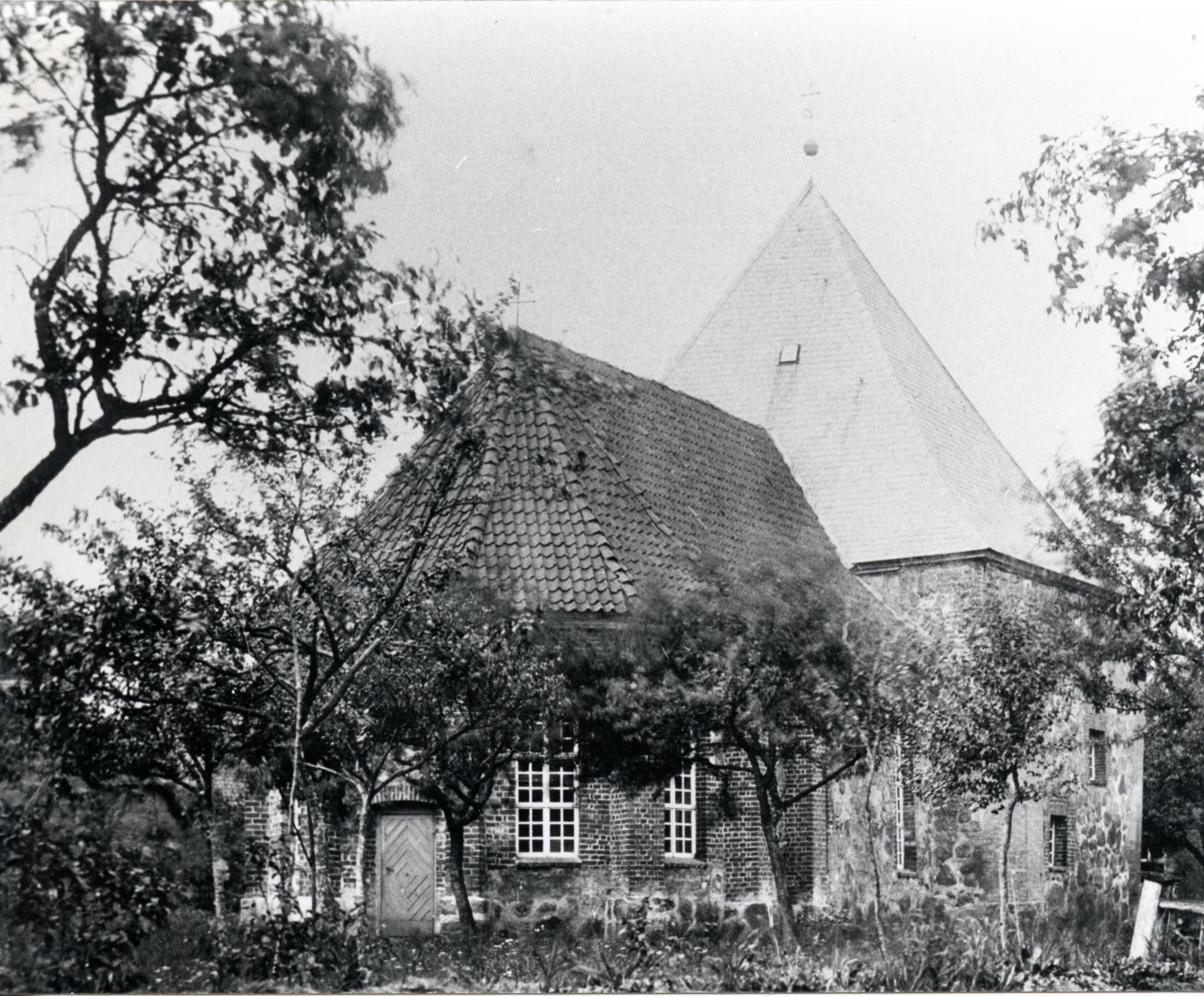
Suhlendorf, alte Wehrkirche, etwa 1898

Der Kirchenbau in Suhlendorf begann mit einem massiven Wehrturm, der wahrscheinlich nicht, wie in der Heimatliteratur häufig behauptet, im Jahr 930 errichtet wurde, sondern vermutlich aus dem 11. Jahrhundert stammte, da sich erst zu dieser Zeit das massive Mauerwerk im Burgenbau durchsetzte. Dieser Wehrturm war ursprünglich vermutlich eine Kleinburg, die von einem Burgvogt oder einer niedrigadligen Familie verwaltet und als Wohnturm genutzt wurde. wahrscheinlich wurde dieser massive Wohnturm innerhalb eines Sächsischen Ringwalls errichtet, die Heinrich I in den verschiedenen Grenzgebieten seines Reiches zum Schutz vor Angriffen der Ungarn errichteten ließ, die als kleine aber hochmobile Reitertrupps durchs ganze Land zogen und plünderten. Diese Annahme ist naheliegend, da der alte Kernort von einem Ringgraben umgeben war, wie eine Zeichnung des Heimatforschers Adolf Bätge belegt. Der Wehrturm in Suhlendorf befand sich im Grenzgebiet zu den Slawen im Wendland, wo es vielfach zu Angriffen und Überfällen kam. Der massive Wehrturm war nicht nur ein Verteidigungsbau, sondern auch ein Machtsymbol der sächsischen Herrscher gegenüber den slawischen Stämmen.
Nach der Befriedung des Grenzgebietes bei Suhlendorf wurde der Turm aus Feldsteinmauerwerk im Zuge der Christianisierung im Jahr 1086 in eine Kirche umgewandelt. Der Suhlendorfer Wehrturm hatte eine Nutzfläche von 68 m² und wurde nach der Einführung des Christentums für die Abhaltung der Gottesdienste genutzt. Aufgrund der Entwicklung war etwa im 14. oder 15. Jahrhundert eine Erweiterung erforderlich. Das mittelalterliche Bauwerk wurde Ende des 19. Jahrhunderts wegen Platzmangels und angeblich gravierender Bauschäden abgerissen.

## Neubau

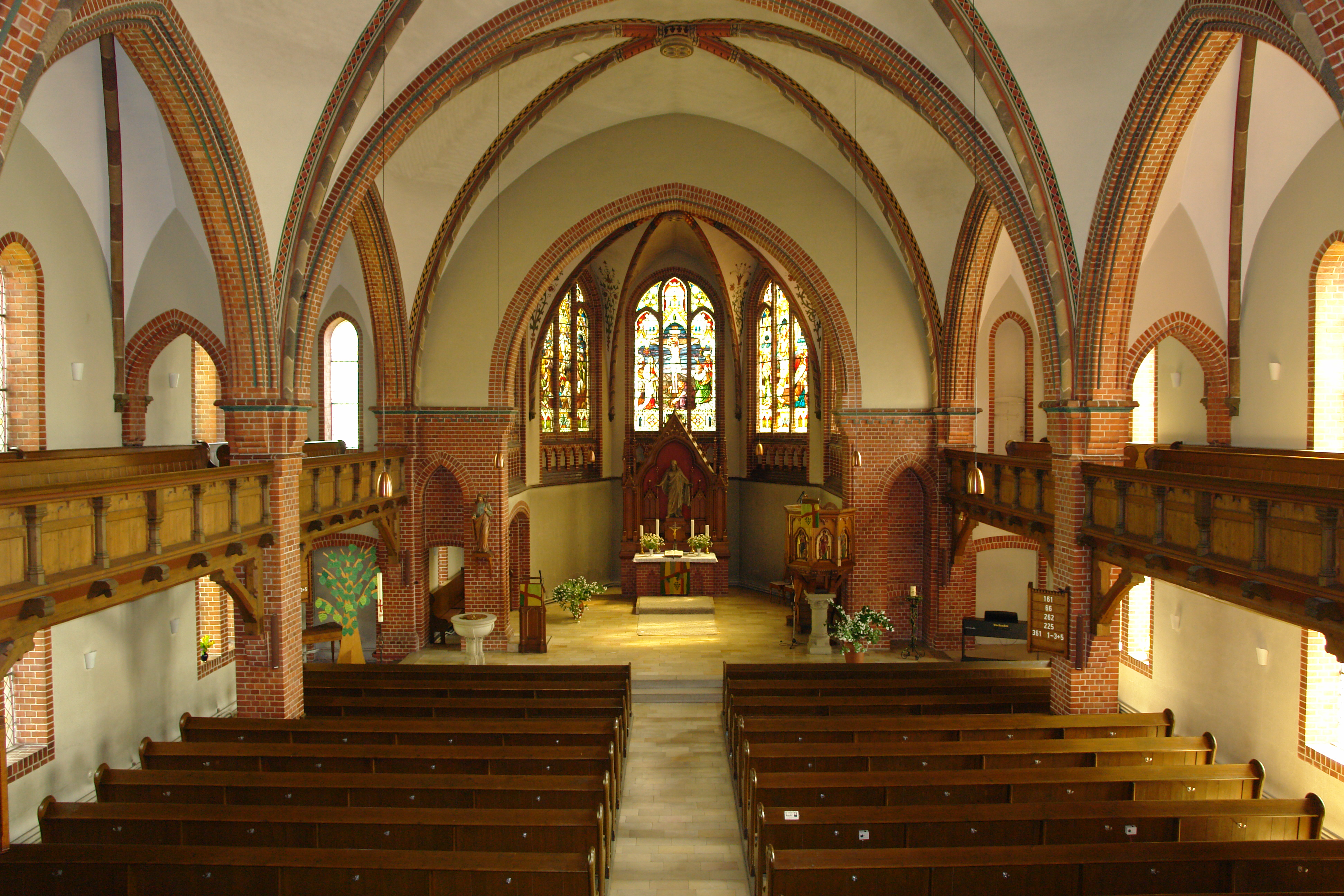
Blick in den Innenraum der Marienkirche Suhlendorf, 2009

Die ab dem Frühjahr 1903 erbaute Marienkirche ist ein roter, nach Osten ausgerichteter Backsteinbau, der nach den Plänen des Architekten und Kirchenbaumeisters Friedrich Wilhelm Karl Jacob errichtet wurde und der Hannoverschen Architekturschule zugerechnet werden kann. Die Kirche stellt mit ihren Stilelementen den Höhepunkt der neogotischen Architektur im Landkreis Uelzen dar. Jacob war Schüler und enger Mitarbeiter des Architekten und Hochschullehrers Conrad Wilhelm Hase. Trotz der Gesamtgröße des Gebäudes gelang es Jacob einen schlanken und äußerst eleganten Baukörper zu erstellen. Mit ihrem rund 8300 Kubikmeter großen Baukörper ist die Suhlendorfer Marienkirche der mit Abstand größte Kirchenbau des Landkreises außerhalb der Stadt Uelzen und abgesehen von den Klosterkirchen in Ebstorf, Medingen und Oldenstadt. Schon früh sprach der Volksmund aufgrund dieser für eine Dorfkirche außergewöhnlichen Größe auch vom „Suhlendorfer Bauerndom“. Beim Neubau der Kirche half die gesamte Gemeinde durch Eigenleistungen mit. Die Einweihung fand am 22. Oktober 1905 statt. Der Kirchturm ist schlank ausgeführt und erreicht mit der Wetterfahne eine Höhe von rund 56 Metern. Damit ist er der zweithöchste Kirchturm im Landkreis Uelzen, der nur vom Turm der St.-Marien-Kirche in Uelzen (86 Meter) überragt wird. Die Marienkirche in Suhlendorf zählt damit zu den höchsten Dorfkirchen in Deutschland. Unter der Traufkante des Kirchenschiffs findet sich ein Bogenfries aus Formsteinen.

## Innenraum

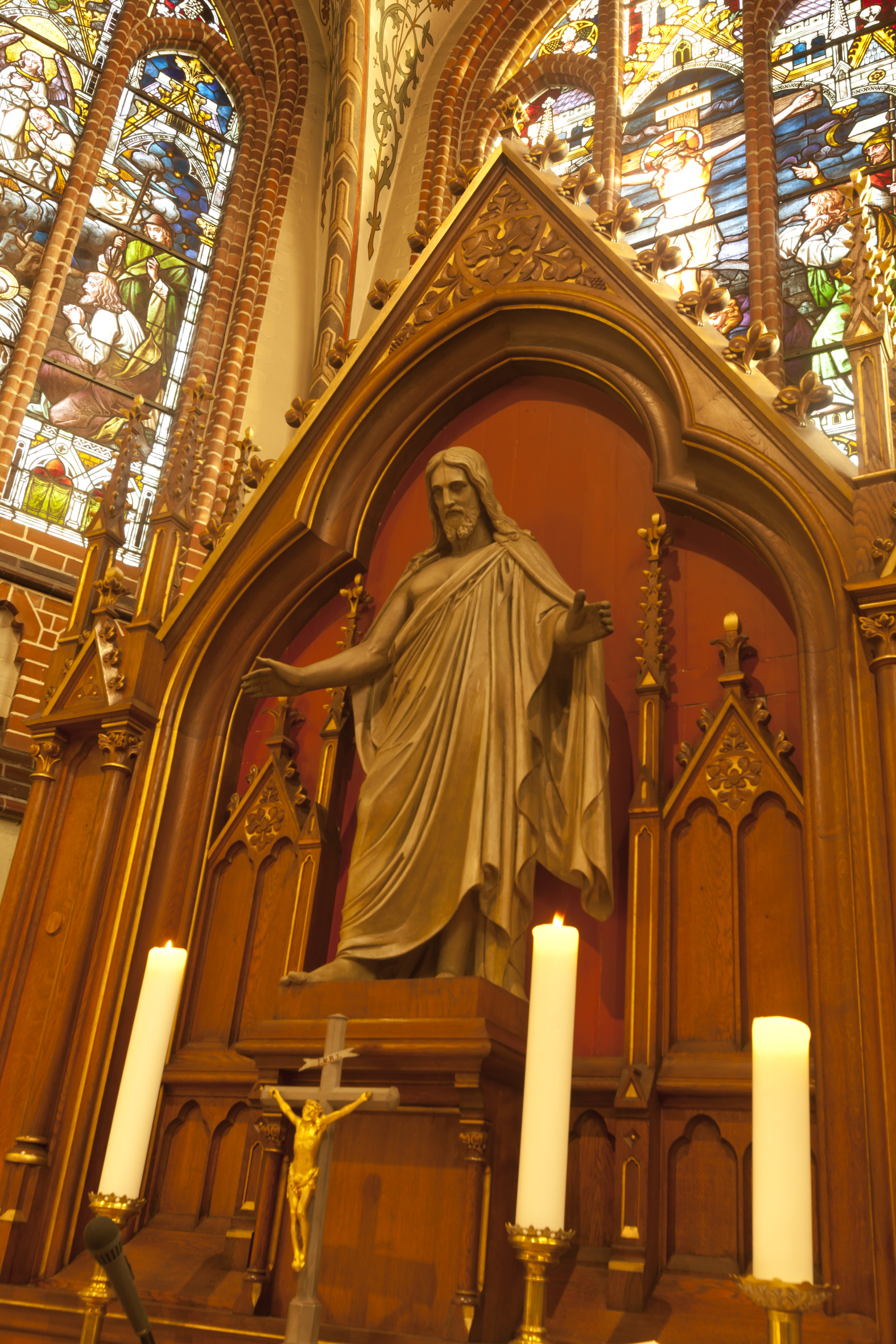
Altar mit Jesusfigur

Die Kirche fasst rund 1000 Besucher und verfügt über vier Eingänge. Der Haupteingang befindet sich auf der Westseite. Das Kirchenschiff ist an der West-, Nord- und Südseite mit einer umlaufenden Empore ausgestattet. Auf dem Altar befindet sich eine Retabel die mit einer großen Christusfigur ausgestattet ist, die Hände segnend ausgestreckt hält. Vorbilder der Christusfigur waren der Entwurf (1821/22) und eine ausgeführte Skulptur (1827–1833) des dänischen Künstlers Bertel Thorvaldsen. Die Glocken im Turm stammen aus den Jahren 1848 und 1950.
Im Innenraum bringen die großen Chorfenster und die zahlreichen Fenster im schmalen Seitenschiff auf der Südseite die Marienkirche bei entsprechendem Tageslicht zum Leuchten. Die Fenster der Marienkirche zeigen verschiedene Geschichten aus der Bibel. Auf dem linken Fenster ist die Geburt Jesus zu sehen, um ihn herum stehen Josef, Marie und die drei heiligen Könige.
Auf dem mittleren Fenster sieht man die Kreuzigung Jesus, um ihn herum stehen seine Brüder, Eltern und Angehörige. Auf dem rechten Fenster wird die Auferstehung Jesus repräsentiert. Hinter ihm weitet ein Engel seine Flügel aus, während Menschen sich ängstlich zurückwerfen.

## Orgel
Die Kirchengemeinde Suhlendorf besitzt in ihrer Kirche seit dem Jahre 1959 eine Orgel der Firma Emil Hammer, die 24 Register auf 2 Manualen und Pedal umfasst. Sie befindet sich über dem Haupteingang an der Südseite der Kirche. Ihre Aufstellung und Übersicht der einzelnen Klangfarben orientiert sich an barocken Vorbildern. Die Erbauerfirma erhielt 2006 den Auftrag, neben Säuberung und technischer Überholung der Orgel diese auch in ihrer Intonation neu auszurichten. Durch Neuintonation der vorhandenen Pfeifen wurde die zuvor sehr obertönige, spitze Klanggebung des Instrumentes so geändert, dass der Gesamtklang runder, tragfähiger und wärmer wurde. Dazu ist auch der Winddruck erhöht worden und man veränderte an den Pfeifen die für die Klanggebung wichtigen Punkte. Die Arbeiten betrafen jede einzelne Pfeife und waren sehr zeitaufwändig.

### Daten der Orgel
| Hauptwerk | Pedal                                                                                                  | Brustwerk |
| --- | --- | --- |
| Quintadena 16’, Principal 8’, Spitzgedackt 8’, Oktave 4’, Holzflöte 4’, Quinte 2 2/3’, Oktave 2’, Mixtur 4-5 f., Trompete 8’ | Subbass 16´, Prinzipal 8’, Gedackt 8’, Oktave 4’, Nachthorn 2’, Mixtur 3 f., Posaune 16’, Trompete 8’, | Gedackt 8’, Gedacktflöte 4’, Waldflöte 2’, Sesquialtera 2 f., Oktave 1’, Scharf 3-4 f., Mixtur 4 f., Krummhorn 8’, |

## Pastoren
- 1941–1960: Peter Oelkers
- 1961–1975: Ulrich Meyer
- 1967–1987: Horst Mantzel
- 1988–1997: Ewald Grossmann
- 1998–2004: Pastorin Petra Horn
- 2004:  Pastor Stephan Schmid (Interimszeit)
- 2005–2015: Pastor Hagen Günter
- seit 2015: Stefanie Arnheim